# Join (Јуникс)

join је команда оперативних система налик на Unix који спајају две сортиране текстуалне датотеке базиране на заједничком пољу. Слична је join команди која се користи у релационим базама података с тим сто ради над текстуалним датотекама.
join команда као улаз има две текстуалне датотеке и број опција. Уколико ни један аргумент из командне линије није дат, ова команда тражи пар линија из две датотеке које имају исто прво поље (секвенцу карактера који нису размак), и избацује линију садржану у првом пољу за којом иду остале две линије.
Аргументи програма означавају који карактер ће се користити уместо размака да раздвоји поља у линији, које поље да користи када тражи поклапање линија, и да ли да на излазу покаже линије које се не поклапају. Излаз је боље сачувати у посебну датотеку него штампати користећи redirection.
Као пример, наредне две датотеке садрже листу очева и мајки неких људи. Приметити да су листе сортиране — програм захтева да буду.
```
george jim
mary john

```

```
albert martha
george sophie

```

join над ове две датотеке (без аргумената) даће:
george jim sophie
Заиста, само "george" је заједнички за обе датотеке.